# Suzanne Iskandar
Pour les articles homonymes, voir Iskandar.
Suzanne Iskandar-Le Mao, née en 1963 à Comines,, est une reine de beauté franco-libanaise. 
Elle fut élue Miss Alsace 1984, puis Miss France 1985. Elle est la 55e Miss France.

## Biographie
Originaires de Tripoli au Liban, Suzanne Iskandar et sa famille (composée de huit enfants) arrivent en France et s'installent à Lingolsheim en Alsace alors qu'elle a huit ans. Lors de son élection, elle travaillait en tant que vendeuse à Strasbourg. 
En 1984, elle est élue Miss Alsace à Dessenheim, titre qui la qualifie pour l'élection de Miss France 1985.

## Miss France 1985

### Élection
L'élection de Miss France 1985 se déroule le 28 décembre 1984, à l'Hôtel Montparnasse-Park, à Paris. Suzanne Iskandar, 21 ans, Miss Alsace 1984 est élue Miss France 1985 face à 40 Miss régionales. Elle est la troisième Miss Alsace élue Miss France.
Ses dauphines sont :
- 1re dauphine : Miss Lyon, Sophie Hernandez
- 2e dauphine : Miss Guadeloupe, Paulette Battet
- 3e dauphine : Miss Corse, Marie-Christine Mattei.
- 4e dauphine : Miss Champagne, Christine Grégoire
- 5e dauphine : Miss Normandie, Catherine Nydegger
- 6e dauphine : Miss Grande Motte, Cathy Billaudeau

Prix décernés lors de cette élection :
- Miss France Outre-Mer : Miss Calédonie, Nathalie Jones
- Costume folklorique : Miss Tahiti
- Élégance : Miss Touraine

Tout juste élue, Suzanne Iskandar est interviewée lors d'un reportage pour FR3, réalisé par sa prédécesseur Martine Robine, Miss France 1984 devenue journaliste, et par Daniel Lauclair.

### Année de Miss France
Suzanne a été par la suite invitée dans l'émission Champs-Élysées de Michel Drucker sur Antenne 2.
Le 15 juillet 1985, elle représente la France au concours Miss Univers qui se déroule à Miami (Floride). Elle ne sera pas classée.

## L'après Miss France
Après le titre de Miss France, Suzanne Iskandar s'installe quelque temps à Paris où elle fait du mannequinat pour du prêt-à-porter. Elle retourne ensuite en Alsace où elle rencontre son futur mari, avant de déménager avec lui en Bretagne.[réf. souhaitée]
Le 8 décembre 2001, elle est l'un des membres du jury de l'élection de Miss France 2002, se déroulant à la salle de la Filature à Mulhouse, retransmise en direct sur TF1. Sylvie Tellier y est élue Miss France.
Elle apparaît dans un mini-film, lors de la soirée de l'élection de Miss France 2012, juste avant le résultat final. Elle témoigne, comme de nombreuses autres Miss France, dans le documentaire Miss France, la soirée d'une vie, diffusé après l'élection de Miss France 2012 sur TF1. Son témoignage est rediffusé dans le documentaire Il était une fois... Miss France le 20 novembre 2013 sur TMC.
Elle apparaît lors du défilé final de l'élection de Miss France 2013 au Zénith de Limoges diffusée sur TF1.
Le 19 décembre 2020, elle fait partie du défilé des anciennes Miss France lors de l'élection de Miss France 2021 qui se déroule au Puy du Fou et retransmise en direct sur TF1.

### Vie privée
Elle vit à Douarnenez depuis 1993, où elle tient un pub discothèque. Elle s'est mariée, prenant le nom de Suzanne Le Mao.